# Orestes ziegleri
Orestes ziegleri (Syn.: Dares ziegleri) ist ein Vertreter der zu den Gespenstschrecken zählenden Gattung Orestes.

## Merkmale
Das bisher einzige bekannte Weibchen ist 45,7 mm lang, wobei 6,3 mm auf den Kopf, 3,3 mm auf das Pronotum, 8,3 mm auf das Mesonotum und 1,9 mm auf das Mediansegment entfallen. Die Färbung wird als schokoladenbraun angegeben, wobei das der Erstbeschreibung beigefügte Foto des lebenden Tieres eine sehr helle, eher beige Färbung zeigt, was dem Nachdunkeln adulter Weibchen anderer Orestes-Arten entspricht. Auf dem Kopf befindet sich zwei, vom Scheitel (Vertex) Richtung Hinterhaupt (Occiput) zusammenlaufende Reihen Tuberkel. Sie bestehen jeweils aus je drei großen Tuberkeln, die den Supraantenalen, den vorderen und hinteren Supraoccipitalen entsprechen. Aufgewölbter Teil des Hinterhaupts ebenfalls mit zwei, nach hinten zusammenlaufenden Reihen, aus je drei kleineren Tuberkeln. Die Aufwölbung selbst hat seitlich flache Tuberkel. Die Wangen (Genae) hinten mit annähernd zahnförmiger, großer Tuberkel. Die Augen sind halbkugelförmig vorstehend. Die ersten fünf Segment des Abdomens sind gleich lang und verbreitern sich nach hinten. Die Segmente sieben bis neun sind parallelseitig, das zehntes rechteckig geformt. Männchen von Orestes ziegleri sind nicht bekannt.
Die dunkelbraunen Eier haben eine Länge von 3,3 mm, eine Breite von 2,7 mm und eine Höhe von 2,9 mm. Sie sind mit 0,22 mm langen Haaren bedeckt und die Form von Deckel und Mikropylarplatte entsprechen der von vielen anderen Orestes Arten.

## Entdeckung und Vorkommen
Das der Erstbeschreibung zugrunde liegende Weibchen dieser Art wurde von Ingo Fritzsche zwischen dem 19. und 25. Oktober 1997 im Süden von Khao Mai Pok in der thailändischen Provinz Nakhon Ratchasima in einer Höhe zwischen 900 und 1000 m gesammelt.

## Taxonomie und Systematik
Im Jahr 1999 veröffentlichten Oliver Zompro und Fritzsche die Beschreibung der Art als Dares ziegleri. Der Artname wurde zu Ehren des 1994 verstorbenen Hobbyentomologen Ulrich Ziegler gewählt, dem beide Autoren für seine Unterstützung in ihren Anfangsjahren danken. Das von Fritzsche gesammelte Weibchen ist als Holotypus in der Sammlung von Zompro hinterlegt, ebenso wie die neun von diesem abgelegten Eier. Die Zugehörigkeit der Art zu Dares wurde bereits in der Erstbeschreibung diskutiert. Die Errichtung einer eigenen Gattung ohne die Kenntnis der Männchen wurde verworfen.

Bereits 2004 zog Zompro den Namen wieder ein und  synonymisierte die Art mit Datames guangxiensis, die seit der Synonymisierung der Gattung Datames mit Pylaemenes 1998 als Pylaemenes guangxiensis bezeichnet wurde (heute gültiger Name: Orestes guangxiensis). Gleichzeitig stellte er selbige in die Gattung Dares. Paul D. Brock und Masaya Okada hoben 2006 sowohl die Synonymisierung von Dares ziegleri, als auch die Zuordnung von Pylaemenes guangxiensis zu Dares wieder auf, so dass Dares ziegleri wieder als gültige Art geführt wurde. Nachdem 2018 die Differenzierung zwischen den Gattungen Orestes und Pylaemenes konkretisiert worden war, wurde die Art 2021 aufgrund der in der Erstbeschreibung aufgeführten Merkmale von Joachim Bresseel und Kawin Jiaranaisakul in die Gattung Orestes überstellt. Es wurde weiterhin darauf verwiesen, dass sowohl in der Veröffentlichung von Zompro (2004), als auch in der von Brock und Okada (2006) Bestimmungsschlüssel enthalten waren, bei denen für Pylaemenes ein Mesonotum typisch ist, welches mehr als doppelt so lang ist wie das Pronotum, was laut Erstbeschreibung bei Orestes ziegleri der Fall ist. Somit wäre seinerzeit eine Zuordnung zu Pylaemenes und nicht zu Dares korrekt gewesen.